# Allotinus acassarensis
Allotinus acassarensis är en fjärilsart som beskrevs av Holland. Allotinus acassarensis ingår i släktet Allotinus och familjen juvelvingar. Inga underarter finns listade i Catalogue of Life.